# Poliske

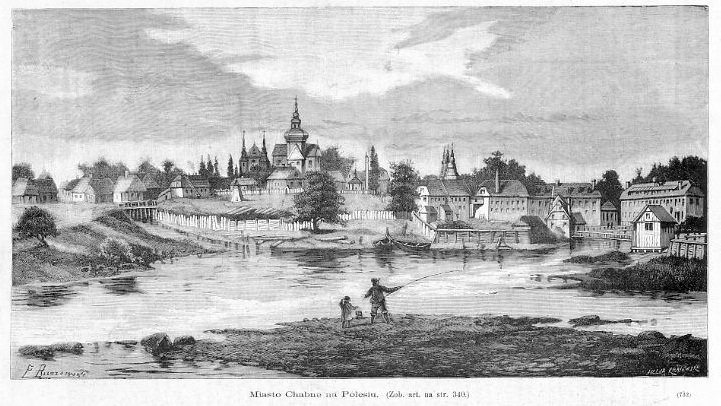
Poliske v roce 1885

Poliske (ukrajinsky - Поліське) nebo Polesskoje (rusky - Полесское) je opuštěné město v uzavřené zóně Černobylské jaderné elektrárny, součást Kyjevské oblasti na Ukrajině. Město je situované na řece Už a bývalo administrativním centrem Poliského rajónu. Po Černobylské havárii bylo město vylidněno a dnes zde žije ilegálně kolem deseti lidí nazývaných samosely ("samousedlíci").

## Historie
Město původně nazývané Chabnoje či Chabne (rusky - Хабное, ukrajinsky - Хабне) bylo přejmenováno na Kaganoviči Pervyje či Kahanovyči Perši (rusky - Кагановичи Первые, ukrajinsky - Кагановичі Перші) v roce 1934, a na Poliske v roce 1957.
Město bylo založeno v 15. století a bylo sídlem polské rodiny Horwattů v letech 1850-1918. V 19. století se město proslavilo svými tkalci a textilním průmyslem. V roce 1890 zde tvořila 80% populace židovská komunita, a ve 2. polovině 19. století a počátkem 20. století zde působil známý klezmerový soubor rodiny Makonowieckých. Město však ztratilo většinu svých architektonických památek během sovětské nadvlády - mezi významnými památkami byly například hrad rodu Radziwiłł nebo katolické a ortodoxní kostely. V roce 1938 získalo Poliske oficiálně status města.
Po černobylské havárii začali z města lidé postupně odcházet a poté co se rozšířilo ochranné pásmo, bylo zbylé obyvatelstvo v roce 1999 evakuováno.

## Geografie
Město se nachází v severozápadním rohu Kyjevské oblasti, na hranicích s Žytomyrskou oblastí. Poliske je součástí přírodně-historického regionu Polesí a je vzdáleno 27 km od běloruské hranice.

## Významné osobnosti
- Iser Kuperman, sedminásobný mistr světa v dámě
- Lazar Kaganovič, sovětský politik a blízký spolupracovník Stalina